# Måneskin
Måneskin (итальянский: [ˈmaːneskin, ˈmɔː-], датский: [ˈmɔːnəˌske̝nˀ]; от дат. måneskin — «лунный свет») — итальянская рок-группа, участниками которой являются вокалист Дамиано Давид, басистка Виктория Де Анджелис, гитарист Томас Раджи и барабанщик Итан Торкио. Основными вехами на пути группы к известности стали второе место в одиннадцатом сезоне итальянского шоу талантов X Factor в 2017 году, победа на Фестивале в Сан-Ремо, представлявшем собой итальянский национальный отбор на Евровидение-2021, а также победа на Евровидении-2021 с песней «Zitti e buoni».

## История
Участники группы знакомы ещё со времён совместной учёбы в средней школе. В 2016 году, будучи студентами римского лицея имени Джона Ф. Кеннеди, они приняли решение о создании группы. Название было выбрано незадолго до регистрации на местном музыкальном конкурсе для начинающих групп. Участники попросили Викторию Де Анджелис (наполовину датчанку) привести несколько датских слов, надеясь, что хотя бы одно из них сможет подойти. Было решено назвать группу Måneskin («лунный свет»), несмотря на то, что значение слова никак не было связано с самой группой. Конкурс начинающих групп Pulse ознаменовал поворотный момент в их карьере, так как им пришлось начать писать свои собственные песни. Участие в конкурсе позволило им выступить в Felt Music Club & School, где позже они завоевали свою первую награду.
Позднее они выступали в качестве музыкантов на улицах римского района Колли Портуэнси, а также в историческом центре Рима, включая Корсо. В 2016 году в Фаэнце на встрече независимых звукозаписывающих лейблов состоялся один из их первых живых концертов за пределами родного города. На шоу присутствовало около 30 человек. После поездки в Данию, во время которой группа также дала несколько живых концертов, участники Måneskin стали более сплочёнными и проводили вместе по несколько часов в день.

### Дебютный альбом иX Factor
24 ноября 2017 года при поддержке Sony Music был выпущен их дебютный сингл «Chosen», который занимал 2-е место в итальянском чарте синглов FIMI. Песня вошла в мини-альбом с аналогичным названием, выпущенный в середине декабря 2017 года и в основном состоящий из каверов, ранее исполнявшихся группой во время шоу X Factor.
23 марта 2018 года группа выпустила свой первый италоязычный сингл «Morirò da re», который получил огромный успех. Вскоре был выпущен альбом под названием Il ballo della vita, который возглавлял итальянские чарты. Для продвижения альбома группа выпустила документальный фильм под названием «Это Монескин» (англ. This is Måneskin), премьера которого состоялась 26 октября 2018 года в Италии.

### «Евровидение-2021»

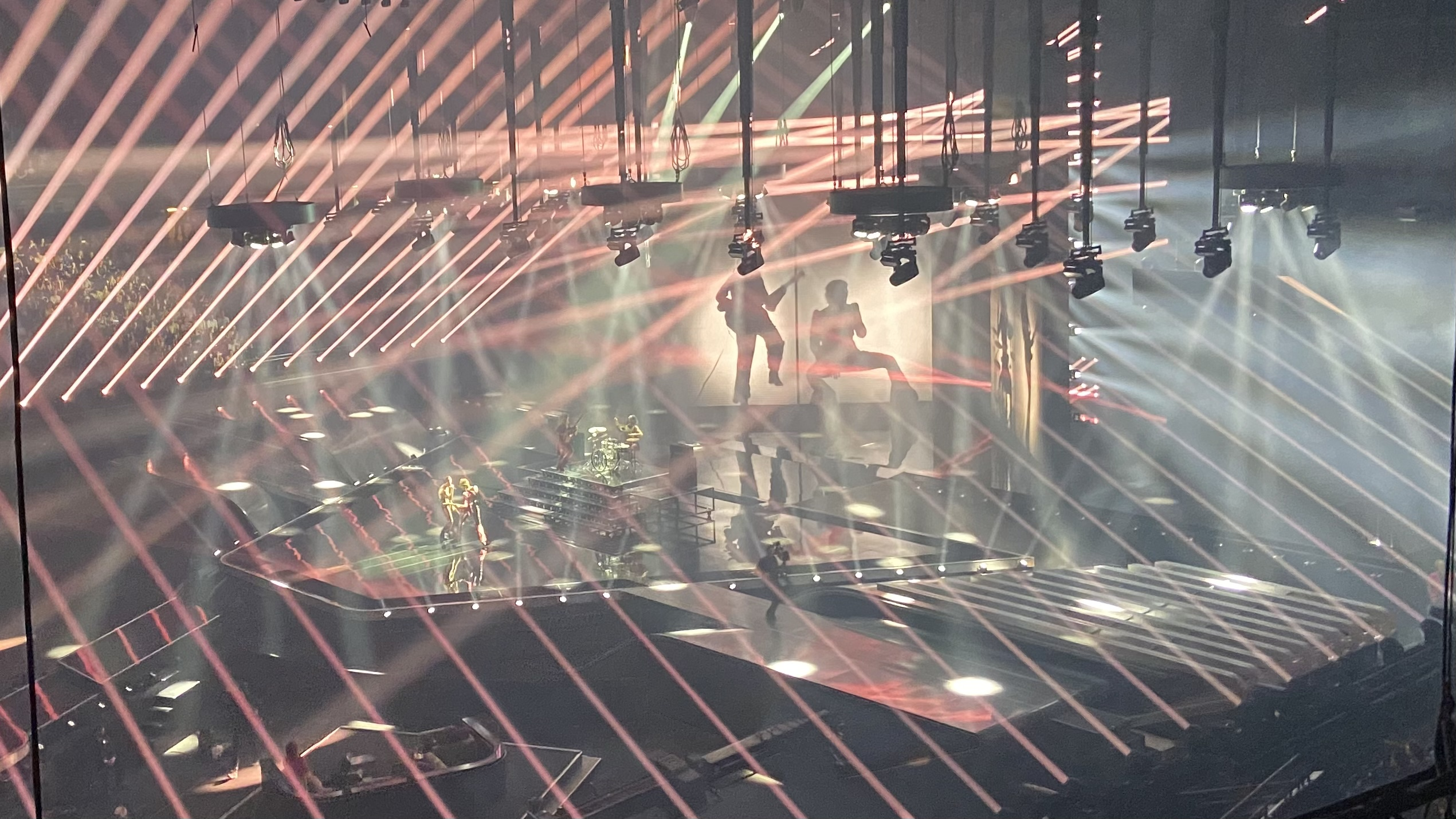
Группа исполняет «Zitti e buoni» во время репетиции конкурса «Евровидение-2021».

Måneskin одержали победу на музыкальном фестивале «Сан-Ремо 2021» с песней «Zitti e buoni». Незадолго до этого группа объявила о релизе своего нового альбома под названием Teatro d’ira — Vol.1, дата выхода которого была назначена на 19 марта 2021 года. Måneskin представили Италию на конкурсе песни «Евровидение-2021» в Роттердаме с песней «Zitti e buoni» (в слегка отцензурированной версии). Национальные жюри присудили группе в общей сложности 206 баллов (поставив её на 4-е место с отставанием от лидера, швейцарского исполнителя Gjon’s Tears, на 61 очко), однако в голосовании телезрителей группа набрала 318 баллов (на 51 балл больше получивших у зрителей второе место украинских исполнителей Go A) и в сумме оказалась на первом месте с 524 баллами, опередив занявшую второе место французскую певицу Барбару Прави на 25 очков.
После вторжения российских войск на территорию Украины Måneskin отменили тур в России, также в апреле 2022 группа выпустила песню #StandUpForUkraine в поддержку Украины и видеоклип с кадрами разрушенных украинских городов, песня вышла 20 января 2023 под названием «Gasoline» в составе альбома RUSH!.

## Музыкальный стиль и влияние
По словам Дамиано Давида, «группа представляет собой перевод музыки прошлого в современность». Творчество Måneskin относятся к таким жанрам, как поп-рок, альтернативный рок, глэм-рок и хард-рок. Их стиль музыки изменяется от поп-рок с элементами фанк в их первом студийном альбоме до хард-рока в их втором студийном альбоме (например, песня «Zitti е buoni»). Их внешний вид и музыку сравнивают с рок-музыкой 70-х годов. Участники Måneskin упоминали значительное число артистов и групп того времени, которыми они вдохновлялись, в их числе Led Zeppelin, Fleetwood Mac, Nirvana, Radiohead, Franz Ferdinand, Дэвид Боуи, Gentle Giant, the Rolling Stones, the Doors, Arctic Monkeys, Red Hot Chili Peppers, Гарри Стайлз, Бруно Марс, R.E.M. и итальянские рок-группы: Marlene Kuntz, Verdena и Afterhours.

## Дискография
- Chosen (EP) (2017)
- Il ballo della vita (2018)
- Teatro d’ira: Vol. I (2021)
- Rush! + бонус. Rush! (are u coming?) (2023)

## Награды и номинации
| Год  | Премия                          | Категория                             | Работа / Номинант        | Результат | Ист.          |
| ---- | ------------------------------- | ------------------------------------- | ------------------------ | --------- | ------------- |
| 2018 | Wind Music Awards               | Альбом (2-й вечер)                    | Мини-альбом «Chosen»     | Победа    | [ 40 ] [ 41 ] |
| 2018 | Wind Music Awards               | Песня (2-й вечер)                     | «Chosen»                 | Победа    | [ 40 ] [ 41 ] |
| 2019 | SEAT Music Awards               | Альбом (1-й вечер)                    | «Il ballo della vita»    | Победа    | [ 42 ] [ 43 ] |
| 2019 | SEAT Music Awards               | Песня (1-й вечер)                     | «Torna a casa»           | Победа    | [ 42 ] [ 43 ] |
| 2019 | SEAT Music Awards               | Живое выступление (1-й вечер)         | Il ballo della vita tour | Победа    | [ 42 ] [ 43 ] |
| 2019 | Nickelodeon Kids' Choice Awards | Лучший итальянский артист/группа      | Måneskin                 | Номинация | [ 44 ]        |
| 2021 | Фестиваль в Сан-Ремо            | Артист/группа                         | «Zitti e buoni»          | 1-е место | [ 45 ]        |
| 2021 | Евровидение                     | н/д                                   | «Zitti e buoni»          | 1-е место | [ 46 ]        |
| 2021 | Eurostory Awards                | Лучший текст песни                    | «Zitti e buoni»          | 1-е место | [ 47 ]        |
| 2021 | LOS40 Music Awards              | Лучший международный прорыв года      | Måneskin                 | Номинация | [ 48 ]        |
| 2021 | NRJ Music Awards                | Лучший международная группа/дуэт года | Måneskin                 | Номинация | [ 49 ]        |
| 2021 | MTV Europe Music Awards         | Лучшая группа                         | Måneskin                 | Номинация | [ 50 ] [ 51 ] |
| 2021 | MTV Europe Music Awards         | Лучший рок-исполнитель/группа         | Måneskin                 | Победа    | [ 50 ] [ 51 ] |
| 2021 | MTV Europe Music Awards         | Лучший итальянский исполнитель/группа | Måneskin                 | Номинация | [ 50 ] [ 51 ] |
| 2021 | American Music Awards           | Любимая популярная песня              | «Beggin'»                | Номинация | [ 52 ] [ 52 ] |
| 2021 | Danish Music Awards             | Международный хит года                | «I Wanna Be Your Slave»  | Номинация | [ 53 ]        |